# Rare Trax
Rare Trax è la prima raccolta del gruppo musicale svedese Meshuggah. Contiene varie B-side e demo del gruppo.
L'album riscosse un buon successo tra i fan, soprattutto perché contenente i tre brani che compongono Psykisk Testbild, prima demo della band pubblicata nel 1989, oltre ad altre canzoni registrate negli anni novanta, ma che non vennero mai pubblicate. Nel formato CD è contenuto inoltre il videoclip della canzone New Millennium Cyanide Christ, tratta dall'album Chaosphere.

## Tracce
1. War – 2:48
2. Cadaverous Mastication – 7:51
3. Sovereigns Morbidity – 4:31
4. Debt of Nature – 7:19
5. By Emptiness Abducted – 4:51
6. Don't Speak – 3:28
7. Abnegating Cecity – 6:24
8. Internal Evidence – 7:01
9. Concatenation (Remix) – 6:17
10. Ayahuasca Experience – 7:02